# Golemo Babino
Golemo Babino (bułg. Големо Бабино) – wieś w Bułgarii, w obwodzie Wraca, w gminie Kriwodoł. Według danych szacunkowych Ujednoliconego Systemu Ewidencji Ludności oraz Usług Administracyjnych dla Ludności, 15 września 2023 roku miejscowość liczyła 273 mieszkańców.

## Historia
Odnaleziono tutaj 23 bizantyjskie monety miedziane z czasów Manuela I Komnena, Andronika I Komnena i Izaaka II Angelusa, co wskazuje, że w XII w. na tych terenach miało miejsce jakieś wydarzenie, które zmusiło właściciela do zakopania monety w ziemi. W ciągu wieków niewoli wieś przeniosła się na tereny Seliszta, ze względu na epidemie dżumy i brak bezpieczeństwa publicznego. W dokumentach osmańskich z połowy XV w. wieś wymieniana jest jedynie pod nazwą Babino, a w późniejszym dokumencie z początku XVII w. zapisana jest jako „Dołno Babino”, co świadczy o istnieniu dwóch wsi tj Gorno (Górne) i Dołno (Dolne) Babino. 